# Hongjiang (Pengxi)
Hongjiang (红江镇,  Hóngjiāng Zhèn) ist eine Großgemeinde im Südwesten der Volksrepublik China. Sie gehört zum Verwaltungsgebiet des Kreises Pengxi, der seinerseits der bezirksfreien Stadt Suining in der Provinz Sichuan unterstellt ist. Die Großgemeinde hat eine Fläche von 27 Quadratkilometer und 17.000 Einwohner (2017). Die Großgemeinde liegt am Fu Jiang, ihre Kernsiedlung wird von drei Seiten von ihm umschlossen und besteht seit dem Ende der Ming-Dynastie. Seit 1985 ist Hongjiang eine Großgemeinde. 
In der Großgemeinde gibt es mehrere Programme zum Aufbau und zur Förderung der Landwirtschaft. 2016 wurden 12.000 Quadratmeter intelligente Gewächshäuser und 200 ha Modellflächen für die Getreide- und Ölproduktion aufgebaut. Daneben werden Gemüse (Rettiche, Kohl) und Walnüsse angebaut; es gibt 8 große Betriebe zur Schweinezucht, sowie Schaf-, Hühner- und Kaninchenfarmen.